# 저장탑

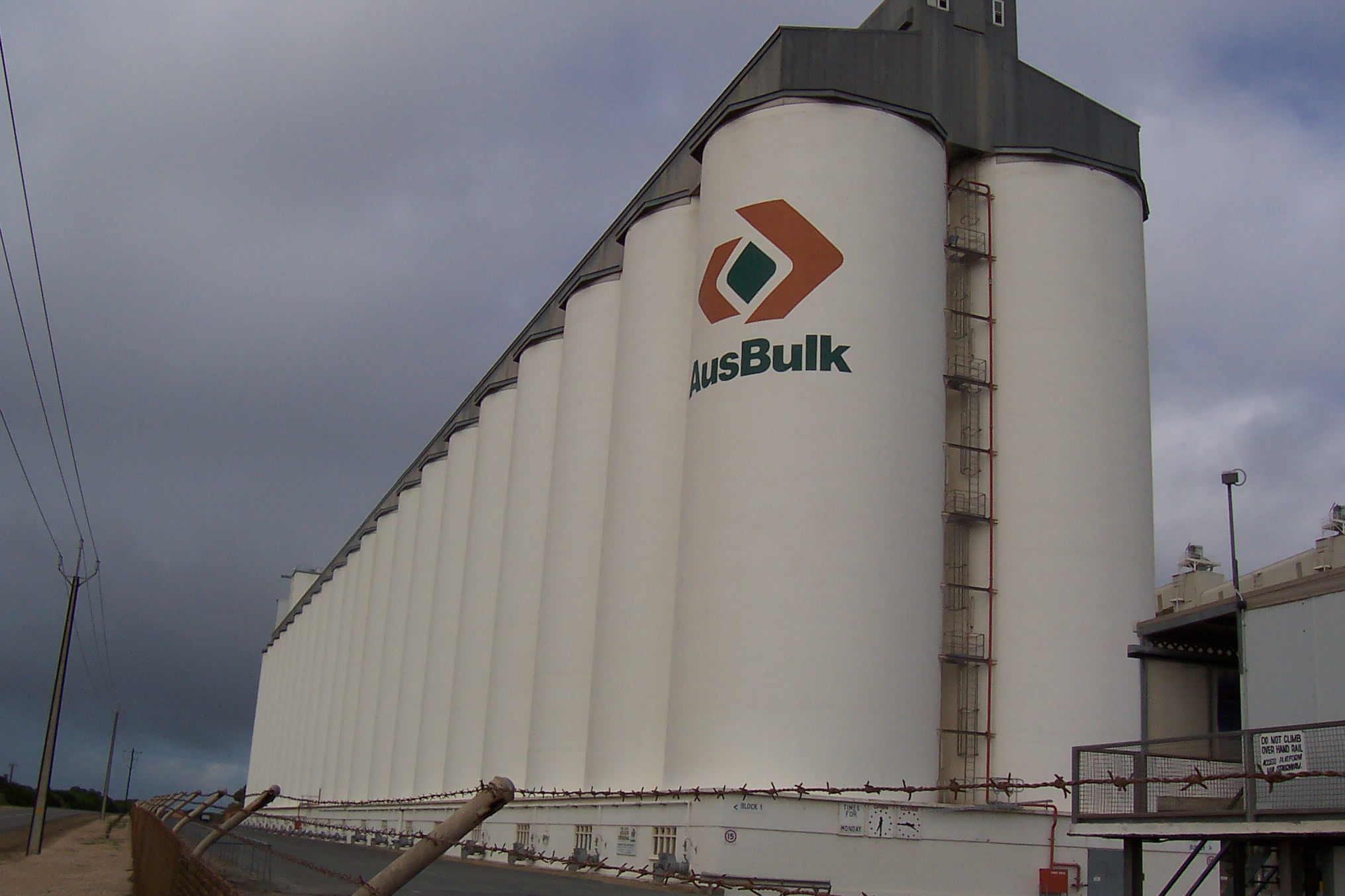
대형 곡물 저장탑들.
사우스 오스트레일리아 주의
포트 자일스 (Port Giles).

저장탑(貯藏塔, silo 사일로[*])은 곡물이나 가축의 사료를 저장하는데 사용되는 시설이다. 벽면에 그림을 그리기도 한다.

## 종류
- 타워 사일로(tower silo)
- 트렌치 사일로(trench silo)
- 벙커 사일로(bunker silo)

## 같이 보기
- 미곡창